# Haka (deporte)

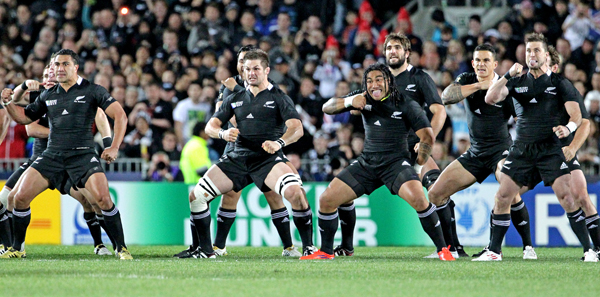
El equipo All Blacks recitan "Kapa o Pango" en 2011.

El haka es una danza tradicional de los maori de Nueva Zelanda que, en el pasado, era un grito de guerra contra otras tribus en el campo de batalla. Existen numerosos haka que son escenificados por diversas tribus y grupos culturales a lo largo de Nueva Zelanda, como señal de bienvenida a sus territorios por parte de turistas (incluyendo al país como tal en sus aeropuertos internacionales). El haka más conocido es el llamado "Ka Mate", ejecutado numerosas veces por equipos deportivos de Nueva Zelanda; sobre todo, por el equipo nacional de rugby masculino conocido como los "All Blacks", tanto local como internacional. Por lo general, es ejecutado antes del comienzo de un evento tales como juegos deportivos, conferencias, funciones vip, etc. Desde el 2005, los All Blacks recitan a la par del "Ka Mate" otro estilo de haka llamado "Kapa o Pango" ("Hombres de negro" en maorí).

## Ejecución

### Ka Mate
El haka "Ka Mate", por lo general, comienza con cinco instrucciones preparatorias gritadas por el líder,
y luego se le une todo el equipo:
| Líder:  | Ringa pakia!                     |  | ¡Golpea las manos contra los muslos!                |
|         | Uma tiraha!                      |  | ¡Saca pecho!                                        |
|         | Turi whatia!                     |  | ¡Dobla tus rodillas!                                |
|         | Hope whai ake!                   |  | ¡Que la cadera acompañe!                            |
|         | Waewae takahia kia kino!         |  | ¡Golpea con tus pies tan fuerte como puedas!        |
|         |                                  |  |                                                     |
| Líder:  | Ka mate, ka mate                 |  | Yo muero, yo muero,                                 |
| Equipo: | Ka ora' Ka ora'                  |  | Yo vivo, Yo vivo,                                   |
| Líder:  | Ka mate, ka mate                 |  | Yo muero, yo muero,                                 |
| Equipo: | Ka ora Ka ora "                  |  | Yo vivo, yo vivo,                                   |
| Todos:  | Tēnei te tangata pūhuruhuru      |  | Este es un hombre feroz y poderoso                  |
|         | Nāna i tiki mai whakawhiti te rā |  | ...quien logró que el sol brille nuevamente para mí |
|         | A Upane! Ka Upane!               |  | Sube la escalera, sube la escalera                  |
|         | Upane Kaupane"                   |  | Hasta la punta                                      |
|         | Whiti te rā,!                    |  | ¡El sol brilla!                                     |
|         | Hī!                              |  | ¡Arriba!                                            |

### Kapa o Pango
Ese haka se hace en circunstancias particulares, como por ejemplo en una fase final del copa del mundo o para mostrar al adversario que están muy excitados por el partido. Es el haka con espíritu más guerrero.
El texto del Kapa o Pango respectivamente en maorí y en español:
| Maorí | Español |
| --- | --- |
| Taringa Whakarongo! Kia Rite! Kia Rite! Kia Mau! Hi! Kapa o pango kia whakawhenua au i ahau ! Hi aue, hi ! Ko Aotearoa e ngunguru nei Hi Au, au, aue ha hi ! Ko Kapa o Pango e ngunguru nei ! Hi Au, au, aue ha hi ! I ahaha ! Ka tu te ihiihi Ka tu te wanawana Ki runga ki te rangi e tu iho nei, Tu iho nei, hi ! Ponga ra ! Kapa o Pango, aue hi ! Ponga ra ! Kapa o Pango, aue hi, ha ! | ¡Escuchad! ¡Prepárese! ¡Alinéese! ¡En posición! ¡Sí! ¡Hombres de negro, así que nos vamos a acostumbrar! ¡Vamos! Es nuestra tierra la que regaña ¡Es la nuestra, la nuestra, sí! ¡Somos los Hombres de negro! ¡Sí! somos, somos ¡si! La anticipación explota Siente el poder ¡Nuestro dominio se eleva! ¡Nuestra supremacia nace! Para ubicarse en lo más alto ¡Helecho plateado! ¡Somos los Hombres de negro! ¡Helecho plateado! ¡Somos los Hombres de negro! |